# Durante l'estate
Durante l'estate is een Italiaanse dramafilm uit 1971 onder regie van Ermanno Olmi.

## Verhaal
Een heraldicus maakt kennis met een jong meisje in een grote industriestad. Hij is een oplichter, die adellijke titels verkoopt. Op een dag komt het meisje bij hem thuis. Ze is voor de eerste keer in haar leven erg gelukkig. Er komt een klacht tegen de heraldicus en hij wordt gearresteerd.

## Rolverdeling
| Acteur             | Personage  |
| ------------------ | ---------- |
| Renato Paracchi    | Heraldicus |
| Rosanna Callegari  | Meisje     |
| Mario Barilla      |            |
| Gabriele Fontanesi |            |
| Mario Cazzaniga    |            |